# Maestro di Roncaiette

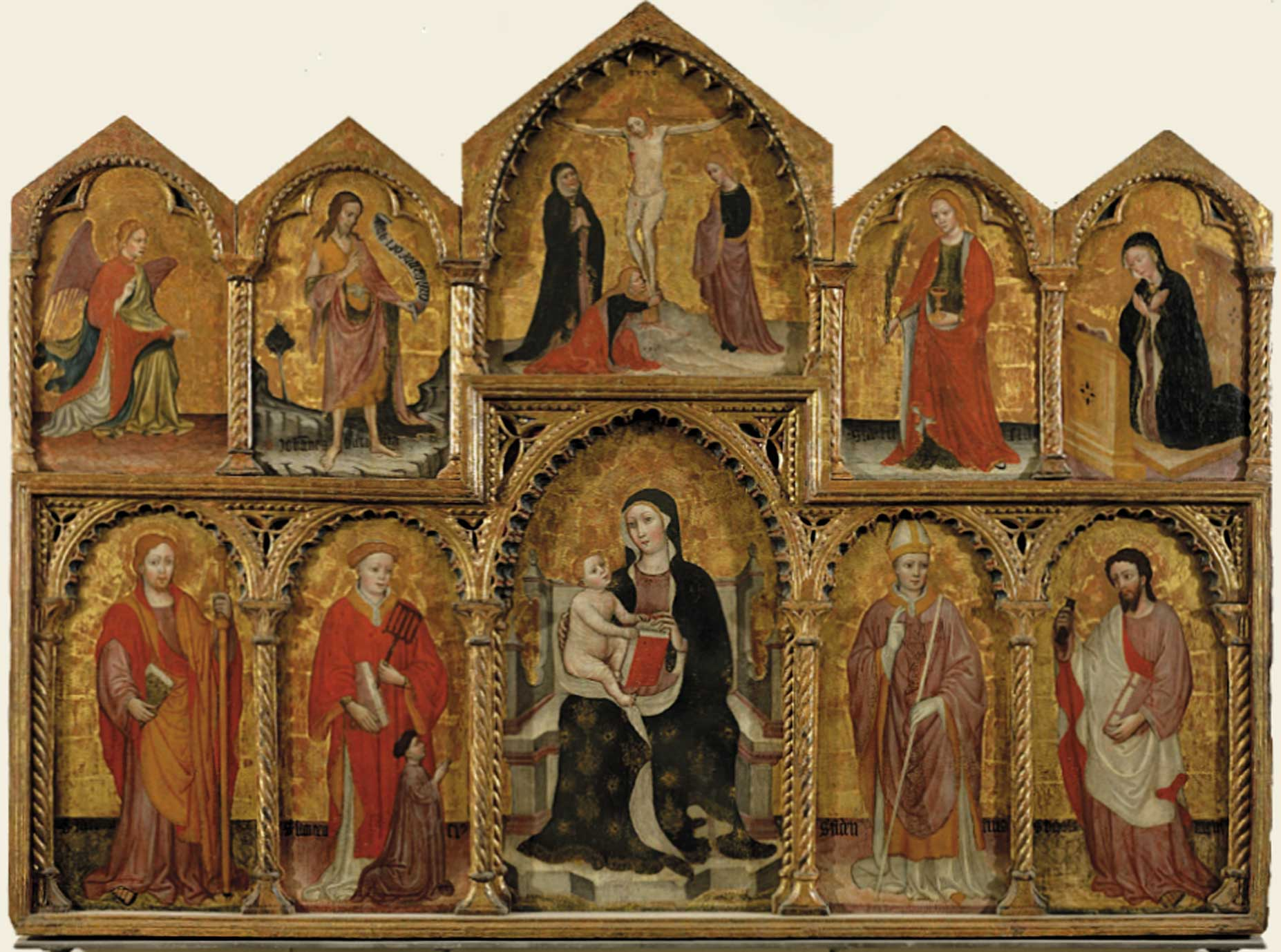
Polittico, Chiesa di San Fidenzio a Roncaiette di Ponte San Nicolò

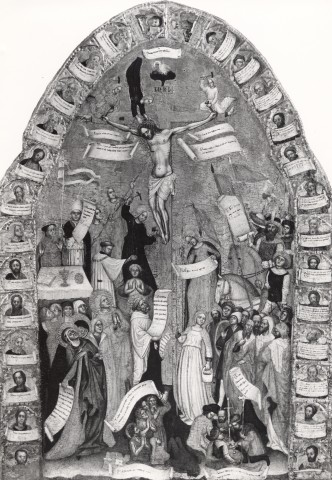
Allegoria della Crocefissione, Museo Correr

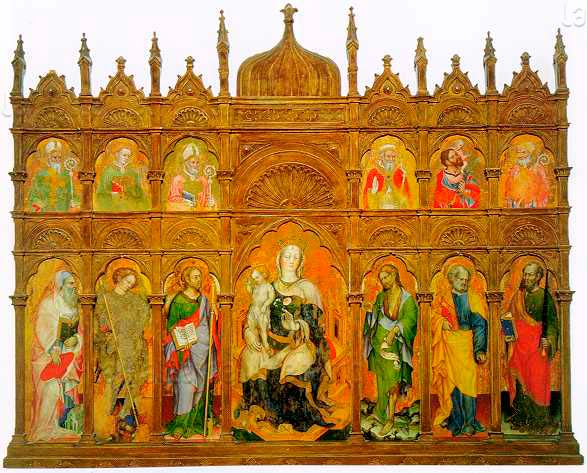
Polittico con Madonna, Bambino e Santi, Museo Civico, Fano

Maestro di Roncaiette è il nome di convenzione per designare un maestro attivo tra Verona e Padova nell'ultimo decennio del XIV e i primi del XV secolo. Trae il suo nome dal polittico della chiesa di San Fidenzio a Roncaiette di Ponte San Nicolò, nei pressi di Padova, ma i suoi esordi possono essere riconosciuti nella Croce n. 357 ora nel Museo di Castelvecchio di Verona. Sua è anche una Allegoria della Crocifissione oggi al Museo Correr di Venezia.
Al Maestro vengono attribuiti anche i mezzi busti del registro superiore del Polittico con Madonna, Bambino e Santi di Michele Giambono, conservato al Museo Civico di Fano. Questi sono: Sant'Ambrogio, San Lorenzo, un Santo Vescovo, un Santo Papa, San Cristoforo, e un Santo Vescovo.
Di formazione veronese e, più precisamente, maturato nell'orbita della generazione successiva a quella di Altichiero, che trova in Martino da Verona il suo migliore esponente, è influenzato da Gentile da Fabriano, del quale assorbe le falcate fluenze gotiche.